# Талло, Карл
Карл Талло (эст. Karl Tallo; в Русской армии — Карл Фомич [Томасович] Талло; 5 [17] февраля 1891 — 24 апреля 1942) — офицер Русской императорской армии, полковник Эстонской армии, участник Первой мировой войны и Освободительной войны в Эстонии. Кавалер ордена Святого Георгия 4-й степени и Креста Свободы I класса 3-й степени.

## Биография
Карл Талло родился 5 февраля 1891 года на хуторе Ператсе (волость Тали, приход Саара, Перновский уезд) в семье Томаса Талло (1844—1923) и Кадри (урож. Саар; 1850—1926). Учился в Перновской гимназии.
В 1912 году поступил во Владимирское военное училище, после окончания которого 12 июля 1914 года произведён в подпоручики, со старшинством с 6 августа 1913 года, с назначением в 1-й Финляндский стрелковый полк. Прибыв в полк, назначен младшим офицером в 5-ю роту.
После начала Первой мировой войны воевал в Восточной Пруссии. 5 ноября 1914 года в бою у деревни Гросс-Штренгель (нем. Groß Strengeln, временно командуя своей ротой, получил ранение. С мая 1915 года временно командовал 8-й ротой, с августа — 10-й ротой, а с октября того же года — 1-м батальоном своего полка. 18 октября 1915 года получил контузию.
Награждён орденом Святого Георгия 4-й степени:
За то, что в бою 27-го мая 1915 года, командуя ротой, под ураганным артиллерийским, пулеметным и ружейным огнем, довел роту до укрепленной позиции противника, преодолев искусственные препятствия, первым ворвался в окопы противника и, увлекая за собою нижних чинов, штыками выбил его. Собрав затем около взвода, атаковал и занял вторую линию окопов и преследовал противника более версты, нанося ему громадные потери.
В декабре 1915 года назначен начальником полковых команды конных разведчиков и полицейской команды. В январе — марте 1916 года временно исправлял должность полкового адъютанта. 30 августа 1916 года произведён в поручики, со старшинством с 19 июля 1915 года, а 20 октября — в штабс-капитаны, со старшинством с 12 июня 1916 года.
В апреле 1917 года назначен начальником команды связи при штабе 1-й Финляндской стрелковой дивизии, одновременно в апреле — июне исправлял должность старшего адъютанта штаба дивизии. В октябре 1917 года поступил в Николаевскую академию Генерального штаб, 1-й курс которой окончил в феврале 1918 года. Из-за перехода академии в ведение РККА, прекратил обучение в ней и уехал в Эстонию.
Вступил в Эстонскую армию, в рядах которой принял участие в Освободительной войне. 21 ноября 1918 года зачислен в 6-й пехотный полк, где 30 ноября назначен командиром 1-го батальона. В феврале 1919 года назначен помощником командира полка, а в мае — командиром полка. 5 июля 1919 года произведён в капитаны, со старшинством с 12 июня 1917 года.
21 декабря 1919 года произведён в подполковники, со старшинством с 26 октября того же года (в ноябре 1922 года переименован в колонель-лейтенанты, 8 апреля 1924 года установлено старшинство с 28 июня 1918 года). 31 декабря 1919 года назначен исправлять должность начальника штаба 3-й дивизии. Принимал участие в боях против частей ландесвера и Красной армии на юге Эстонии и севере Латвии, в районе Пскова и Нарвы. За заслуги в Освободительной войне награждён Крестом Свободы I класса 3-й степени.
В июле 1920 года назначен командиром 6-го пехотного полка, с сентября — 3-го пограничного стрелкового батальона, а с декабря того же года — начальником инспекторского отделения Распорядительного управления Военного штаба. В сентябре 1921 года назначен начальником штаба бригады бронепоездов и в то же время — временно исправляющим должность командира бригады.
В 1923—1924 годах прошёл обучение на Информационных курсах. С августа 1923 года — исправляющий должность командира 1-го полка бронепоездов, с 1 августа 1925 года — командир полка. Одновременно с июля 1924 до января 1928 года и с сентября 1929 до октября 1930 года являлся начальником Тапаского гарнизона.
С января 1928 по сентябрь 1929 года обучался в Высшей военной школе, где был выбран старостой курса и председателем офицерского собрания. 24 февраля 1928 года произведён в полковники (колонели).
В октябре 1930 года назначен исправлять должность начальника штаба 1-й дивизии. Вскоре вновь назначен командиром 1-го полка бронепоездов и, с октября 1931 года, — начальником Тапаского гарнизона. 5 марта 1934 года переведён в резерв чинов при штабе Сил обороны, а 1 октября того же года уволен со службы.
После отставки проживал в Таллине, а с 1936 года — в Пярну, где работал руководителем работ в ремонтной мастерской М. Сейлера. С лета 1940 года — директор Пярнуской авторемонтной мастерской.
14 июня 1941 года арестован органами НКВД и этапирован в СевУралЛаг. 3 апреля 1942 года по статьям § 58-4 и 58-10 приговорён к смертной казни. Расстрелян 24 апреля 1942 года.

## Награды
За время службы Карл Талло был удостоен наград:
Российская империя
- Орден Святой Анны IV степени с надписью «За храбрость» (приказ 10-й армии, утверждено высочайшим приказом 16 апреля 1915 года)
- Орден Святого Станислава III степени с мечами и бантом (приказ 10-й армии, утверждено высочайшим приказом 3 мая 1915 года)
- Орден Святой Анны III степени с мечами и бантом
- Орден Святого Георгия IV степени (приказ 11-й армии № 249 15 июня 1915 года, утверждено высочайшим приказом 1 сентября 1915 года)
- Орден Святого Станислава II степени с мечами (приказ главнокомандующего армиями Северо-Западного фронта, утверждено высочайшим приказом 3 августа 1916 года)
- Орден Святого Владимира IV степени с мечами и бантом

Эстония
- Крест Свободы I класса 3-й степени (13 мая 1921 года)
- Орден Орлиного креста III степени (22 февраля 1934 года)
- Белый крест Союза обороны III степени (1931)
- Медаль «В память Освободительной войны»

Другие государства
- Военный орден Лачплесиса III степени (Латвия, LKOK nr.3/905 21 января 1921 года)
- Памятный знак Освободительной войны Латвии
- Медаль "В память 10-летия Освободительной войны Латвийской Республики
- Орден Возрождения Польши III степени (Польша)

## Семья
Карл Талло был трижды женат.
22 ноября (5 декабря) 1915 года в Москве женился на Вере-Беатрисе Хахр (эст. Vera-Beatrice Hahr; 7 декабря 1893 — 20 февраля 1919). 30 июня 1917 года родилась дочь Антонина-Татьяна (замужем за Олавом Леллепом, умерла 12 июня 1944 года в Стокгольме).
Второй раз женился 20 августа 1920 года в Ревеле на Карин Мянс (эст. Karin Mäns; 22 апреля 1902 — 1941). Развелись 24 апреля 1937 года. 19 января 1926 года родился сын Юрий (умер 17 июля 1944 года в Таллине).
Третья жена, с 21 октября 1939 года, — Маргарита Пржиалговская (род. 1901). В этом браке детей не было.